# Grignon, Côte-d'Or
 Grignon  là một xã ở tỉnh Côte-d’Or trong vùng Bourgogne-Franche-Comté, phía đông nước Pháp. Xã Grignon, Côte-d'Or nằm ở khu vực có độ cao trung bình 343 mét trên mực nước biển.
]]